# SIGINT (POSIX)
SIGINT — сигнал на POSIX-сумісних платформах, який посилається для переривання роботи процесу. Символьна змінна SIGINT оголошена у заголовному файлі signal.h. Символьні імена для сигналів використовуються через те, що їхні номери залежать від конкретної платформи.

## Етимологія
SIG є загальноприйнятий префіксом для назв сигналів. INT (англ. interrupt) — означає переривання.

## Використання
В окремих системах сигнал SIGINT може бути відправлений з термінала після натискання визначеної клавіші або комбінації клавіш. Так, в UNIX-системах сигнал SIGINT генерується в результаті натисканням клавіш Ctrl-C.
Не слід плутати сигнал SIGINT з апаратним або програмним перериванням, оскільки сигнал генерується ядром операційної системи (тобто, є поняттям операційної системи), а апаратні та програмні переривання — обладнанням та інструкціями процесора відповідно (тобто, є поняттями обчислювальної системи).